# Zhdanovi
Zhdanovi (en georgiano: ჟდანოვი; en armenio: Ժդանովական) es un pueblo de Georgia ubicado en el sur de la región de Mesjetia-Yavajetia, siendo parte del municipio de Ninotsminda.  

## Toponimia
Hasta 1939, la aldea se llamó Zhovakani (en georgiano: ეჟოვაკანი).

## Geografía
Zhdanovi está ubicado en la orilla sur del lago Madatapa, a 21 km de Ninotsminda. La aldea se administra desde el pueblo de Gorelovka.

## Historia
En 1830, los antepasados de los habitantes emigraron del pueblo de Kyulli en la provincia de Erzurum (hoy Güllü, Turquía) al pueblo de Eshtia (municipio de Ninotsminda), de donde se mudaron varias familias en 1929 y fundaron Zhovakani.

## Demografía
La evolución demográfica de Zhdanovi entre 2002 y 2014 fue la siguiente:
| 542                                             | 393 |
| (Fuente: Population of Georgia in Soviet times) |     |

Según los datos del censo de 2014, los armenios son el 99,2 % de la población local.

## Infraestructura

### Educación
En el pueblo de Zhdanovi hay una escuela y una biblioteca.